# Mokrine (Herceg Novi)
Pour les articles homonymes, voir Mokrine.
Mokrine (en serbe cyrillique : Мокрине) est un village du sud-ouest du Monténégro, dans la municipalité de Herceg Novi.

## Démographie

### Évolution historique de la population
| 1948 | 1953 | 1961 | 1971 | 1981 | 1991 | 2003 |
| ---- | ---- | ---- | ---- | ---- | ---- | ---- |
| 611  | 583  | 348  | 273  | 223  | 151  | 131  |